# 洪讀
洪讀（1936年3月13日—），台灣彰化縣溪湖鎮人。曾任職外交部，後派任駐美國舊金山任領事；後辭職從商，任中華商業總會會長，現定居於臺北市。曾代表中國國民黨以僑選身份當選為第四屆立法委員。